# Gante-Wevelgem 1999
La Gante-Wevelgem 1999 fue la 61.ª edición de la carrera ciclista Gante-Wevelgem y se disputó el 7 de abril de 1999 sobre una distancia de 210 km.
El vencedor fue el belga Tom Steels (Mapei), que se impuso al sprint en un grupo de quince corredores. El polaco Zbigniew Spruch (Lampre-Daikin) y el neerlandés Tristan Hoffman (TVM).

## Clasificación final
| Posición | Ciclista          | Equipo                  | Tiempo     |
| -------- | ----------------- | ----------------------- | ---------- |
| 1        | Tom Steels        | Mapei-Quick Step        | 5h 15' 53" |
| 2        | Zbigniew Spruch   | Lampre-Daikin           | m. t.      |
| 3        | Tristan Hoffman   | TVM-Farm Frites         | m. t.      |
| 4        | George Hincapie   | US Postal               | m. t.      |
| 5        | Romāns Vainšteins | Vini Caldirola-Sidermec | m. t.      |
| 6        | Juris Silovs      | Team Home-Jack & Jones  | m. t.      |
| 7        | Andrei Tchmil     | Lotto-Mobistar          | m. t.      |
| 8        | Ludo Dierckxsens  | Lampre-Daikin           | m. t.      |
| 9        | Steffen Wesemann  | Team Deutsche Telekom   | m. t.      |
| 10       | Léon van Bon      | Rabobank                | m. t.      |